# Kaliber 45
Kaliber 45 (.45) ist ein US-amerikanisches Filmdrama von Gary Lennon aus dem Jahr 2006.

## Handlung
Big Al (Angus Macfadyen) und seine Freundin Kat (Milla Jovovich) sind Kleinkriminelle, die in Queens, New York City, mit Waffen und gestohlenen Waren handeln. Sie scheinen eine lustige Beziehung voller Sex und Schnaps zu führen. Sie leben in einer schäbigen Wohnung und handeln mit illegalen Handfeuerwaffen, während sie gleichzeitig die NYPD und ATF geschickt umgehen. Doch Vic (Sarah Strange), Kats beste Freundin (und Ex-Geliebte), die immer noch in sie verknallt ist, hasst Big Al und ist mit der Beziehung nicht einverstanden.
Big Al wird bei einer Polizeiaktion fast verhaftet, wird aber wieder freigelassen, als sie feststellen, dass er unbewaffnet ist... denn Kat hatte die Waffen in der Hand. Als sie nach Hause zurückkehren, erwischen sie einen Dieb, der versucht, ihren neuen Fernseher aus dem Fenster zu klauen, und Big Al verpasst ihm eine Tracht Prügel. Sie rufen die Polizei und beschimpfen sie, weil sie die „echten Ganoven“ nicht fangen, während sie von den gestohlenen Waren umgeben sind, die ihr Lebensunterhalt sind. Sie treffen sich mit seinem alten Partner Reilly (Stephen Dorff) und stehlen ein Auto, während Al versucht, ihn zu überreden, zurückzukommen und ihm bei der Führung des Waffengeschäfts zu helfen.
Kat hat jedoch eigene Pläne; sie will selbst Waffen verkaufen, um für ihren Lebensunterhalt zu sorgen, da sie aus Queens in eine noblere Gegend, vielleicht am Strand, ziehen möchte. Sie trifft sich mit Jose (Vincent Laresca), einem Drogendealer und Big Al’s Rivalen, und verkauft ihm eine Waffe. Doch Clancy (Tony Munch), ein lokaler Spitzel, der für Al arbeitet, bemerkt sie. Kat kehrt nach Hause zurück und gibt vor, mit Vic aus gewesen zu sein, was Al verärgert.
Als Jose dreist in Al’s Stammkneipe kommt und sich an Kat ranmacht, bestrafen Al, Clancy und ihre Freunde ihn, indem sie ihm scheinbar die Finger abschneiden. Später kommt Al nach Hause und beschuldigt Kat aufgrund von Kommentaren von Clancy, Sex mit dem „Spic“ gehabt zu haben. Er zwingt sie, zu gestehen, dass sie ihn angelogen hat, und verprügelt sie dann, so dass sie ein blaues Auge und eine blutende Lippe hat, und schneidet ihr sogar ein Stück ihres Haares ab. Nachdem er am nächsten Tag die Wohnung verlassen hat, kommen Vic und Reilly zu ihr, um sie zu trösten und schwören Rache, aber Al kommt nach Hause und in dem darauffolgenden Handgemenge gibt AL einen Schuss ab, der Kat streift, und wird dann verhaftet und festgehalten.
Auf dem Polizeirevier wird Kat von Liz (Aisha Tyler) befragt, die Mitglied einer Gruppe für misshandelte Frauen ist, die Schutz über eine Zuflucht oder einen Gerichtsbeschluss bietet. Liz erklärt, dass Al sie nicht wirklich liebt und dass sie früher selbst in einer missbräuchlichen Ehe war. Kat weigert sich jedoch, Anzeige zu erstatten und beschließt schließlich zu gehen.
Daraufhin schleicht sich Big Al durch das Fenster ein, als sie gerade packt, droht ihr mit dem Tod, sollte sie jemals gehen und sagt, dass sie sich nirgendwo vor ihm verstecken kann. Als Liz und Vic ankommen, um sie zu holen, überredet er Kat, ihnen zu sagen, dass sie bleiben will. Liz droht ihm, ihn „zu töten“, wenn er Kat jemals anrührt, aber sie gehen schließlich ohne sie.
Während sie Al davon überzeugt, dass die Beziehung wieder so ist, wie sie war, schmiedet sie heimlich einen Plan; sie scheint Vic, Reilly, Jose und Liz zu verführen und sagt jedem von ihnen, dass sie alles tun würde, um Big Al loszuwerden. Nachdem sie Al eines Abends davon überzeugt hat, zu Hause zu bleiben, nimmt eine vermummte Gestalt Big Al’s spezielle Jacke mit seinem Namen darauf, seine registrierte .45 Handfeuerwaffe, und erschießt Clancy. Am nächsten Tag geht Big Al in die Kirche und bedroht den Priester, Father Duffel (Hardie Lineham), mit den Worten, er verabscheue Schwäche. Als er die Kirche verlässt, wird er für den Mord an Clancy verhaftet, während eine Gruppe von Einheimischen, darunter Kat, Vic und Reilly, von der anderen Straßenseite zusieht.
Später auf dem Polizeirevier fleht Big Al Kat an, den wahren Mörder zu finden, da er weiß, dass ihm eine Falle gestellt wurde, aber er kann nicht herausfinden, wer es getan hat. Langsam enthüllt Kat, dass sie hinter dem Komplott steckt und nun die Verantwortung trägt. Später diskutieren Reilly und Vic darüber, wer der Mörder ist, und stellen dann fest, dass sie beide die harte Veränderung von Kat fürchten, und beschließen, eine Beziehung miteinander zu beginnen.
Bald darauf trifft Kat auf den vermummten Killer: Es war Liz. Sie küssen sich, Liz sagt, dass sie jetzt zusammen sein können, aber Kat erklärt, dass sie sie nur benutzt hat, und dankt ihr für ihren Rat, eine starke Frau zu sein (`Lippen, Titten, Hüften`) und verlässt Liz mit gebrochenem Herzen. Kat nimmt die Sache mit der Waffe auf und der Film endet damit, dass sie die ganze Geschichte von der Strandgegend erzählt, in der sie leben wollte, bevor sie weggeht.

## Kritiken
IF Magazine schrieb, der „überraschend gute“ Independent-Actionfilm sei eine Mischung der schwarzen Komödie und „großartigen Darstellungen“.
Variety beschreibt den Film als ein "Doppelgänger-Pic, der in der Unterwelt von Hell’s Kitchen spielt.

## Hintergrund
Der Film wurde in New York City und in Toronto gedreht. Seine Produktionskosten betrugen schätzungsweise 5 Millionen US-Dollar. Der Film startete in den griechischen Kinos am 30. November 2006, in Taiwan am 15. Dezember 2006 und in Singapur am 1. Februar 2007. Die Veröffentlichung in den USA und in Kanada auf DVD erfolgte am 24. April 2007.